# St. Stephanus (Hartshausen)

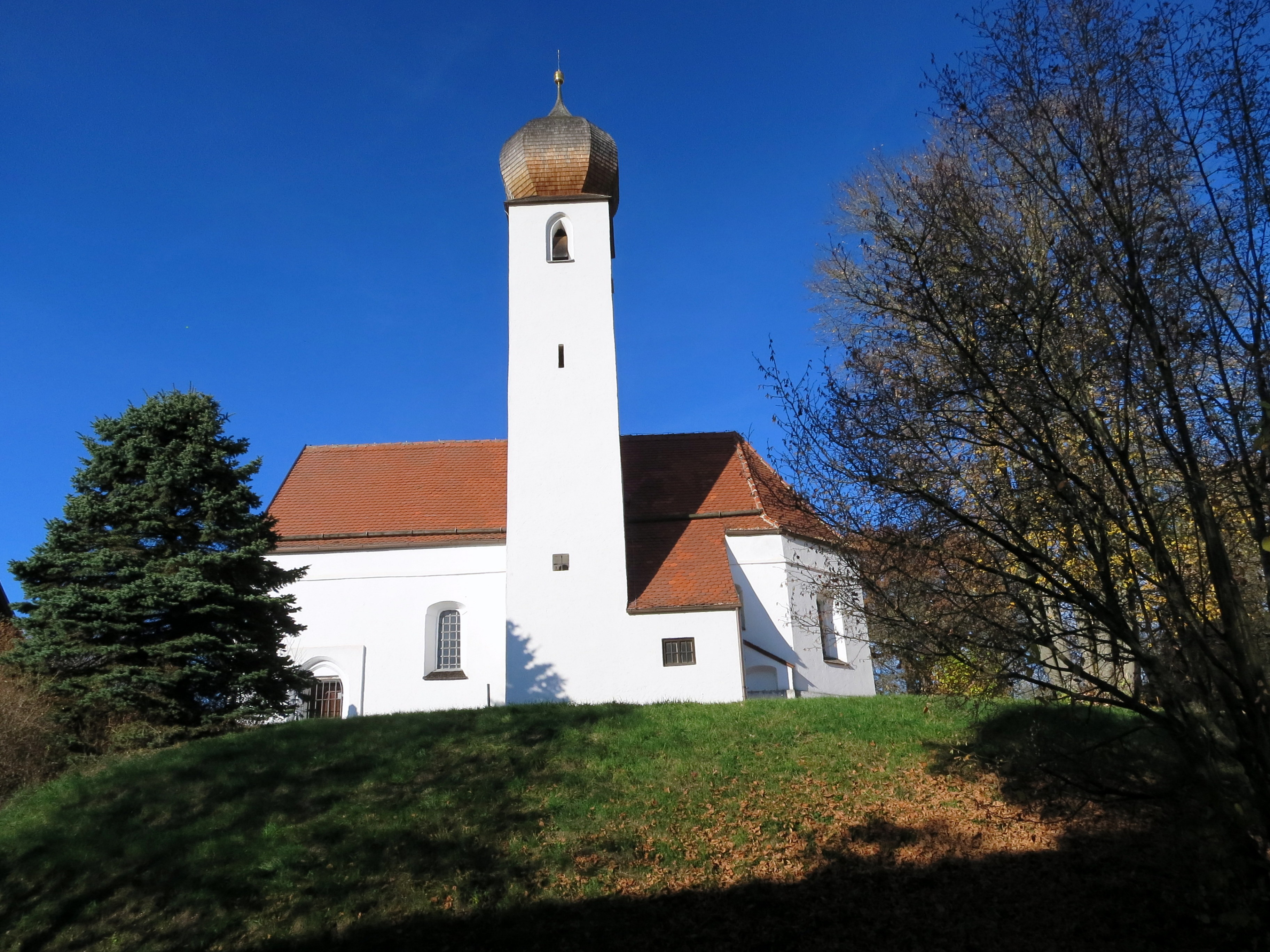
St. Stephanus in Hartshausen

St. Stephanus ist der Name der römisch-katholischen Filialkirche von Hartshausen, einem Gemeindeteil von Zolling im Landkreis Freising. Die denkmalgeschützte Kirche ist in der Liste der Baudenkmäler in Zolling unter der Nr. D-1-78-157-9 eingetragen. Die Pfarrei gehört zum Dekanat Freising im Erzbistum München und Freising.

## Beschreibung
Die Saalkirche wurde im 15. Jahrhundert erbaut. Sie besteht aus einem Langhaus, einem dreiseitig geschlossenen Chor im Osten, einem im Kern älteren Chorflankenturm an der Südwand des Chors und einer barocken Sakristei in der Südostecke von Chorflankenturm und Chor. Im obersten Geschoss des Turms steht der Glockenstuhl mit zwei in den Jahren 1445 und 1455 gegossenen Glocken. Den Abschluss des Turms bildet eine Zwiebelhaube. 
Der Innenraum des Langhauses ist mit einem Tonnengewölbe überspannt, der des Chors mit einem Sterngewölbe. Auf der Brüstung der Empore sind vierzehn Tafelbilder aus der Zeit um 1700 angebracht. Sie stellen Jesus, Maria und die zwölf Apostel dar. Wie es heißt, zeigen einige dieser Gemälde Abbilder damals in Hartshausen lebender Personen. Der Hochaltar wird von den Skulpturen des heiligen Leonhard von Limoges und des heiligen Ägidius flankiert. In einem Gemälde des Altarretabels ist der heilige Stephanus dargestellt.